# Araneus marmoreus
Araneus marmoreus Clerck, 1757 è un ragno appartenente alla famiglia Araneidae.

## Distribuzione
La specie è stata rinvenuta in diverse località della regione olartica.

## Tassonomia
Non sono stati esaminati esemplari di questa specie dal 2011
Attualmente, a dicembre 2013, è nota una sola sottospecie:
- Araneus marmoreus trapezius (Franganillo, 1913) — Spagna